# Vámosszabadi
Vámosszabadi là một thị trấn thuộc hạt Győr-Moson-Sopron, Hungary. Thị trấn này có diện tích 22,37 km², dân số năm 2010 là 1593 người, mật độ 71 người/km².